# Eufònia culrogenca
L'eufònia culrogenca (Euphonia fulvicrissa) és un ocell de la família dels fringíl·lids (Fringillidae).

## Hàbitat i distribució
Habita boscos, clars i vegetació secundària de les terres baixes del centre i est de Panamà, oest i nord de Colòmbia i nord-oest de l'Equador.